# Farmville
För andra betydelser, se Farmville (olika betydelser).
Farmville är centralorten i Prince Edward County, Virginia som byggdes upp kring tobaksplantage och järnvägen. Tobaken är numera borta, men de gamla lagerhusen har gjorts om till möbelaffärer. Invånarantalet är ca 7 700, varav mer än hälften är under 25 år gamla. Den låga medelåldern beror på att det ligger ett universitet i staden, Longwood University, och ett college några kilometer utanför, Hampden-Sydney College. År 2009 skedde de så kallade Farmvillemorden i staden då fyra personer mördades av en Horrorcorerappare.

## Historia

### Amerikanska inbördeskriget

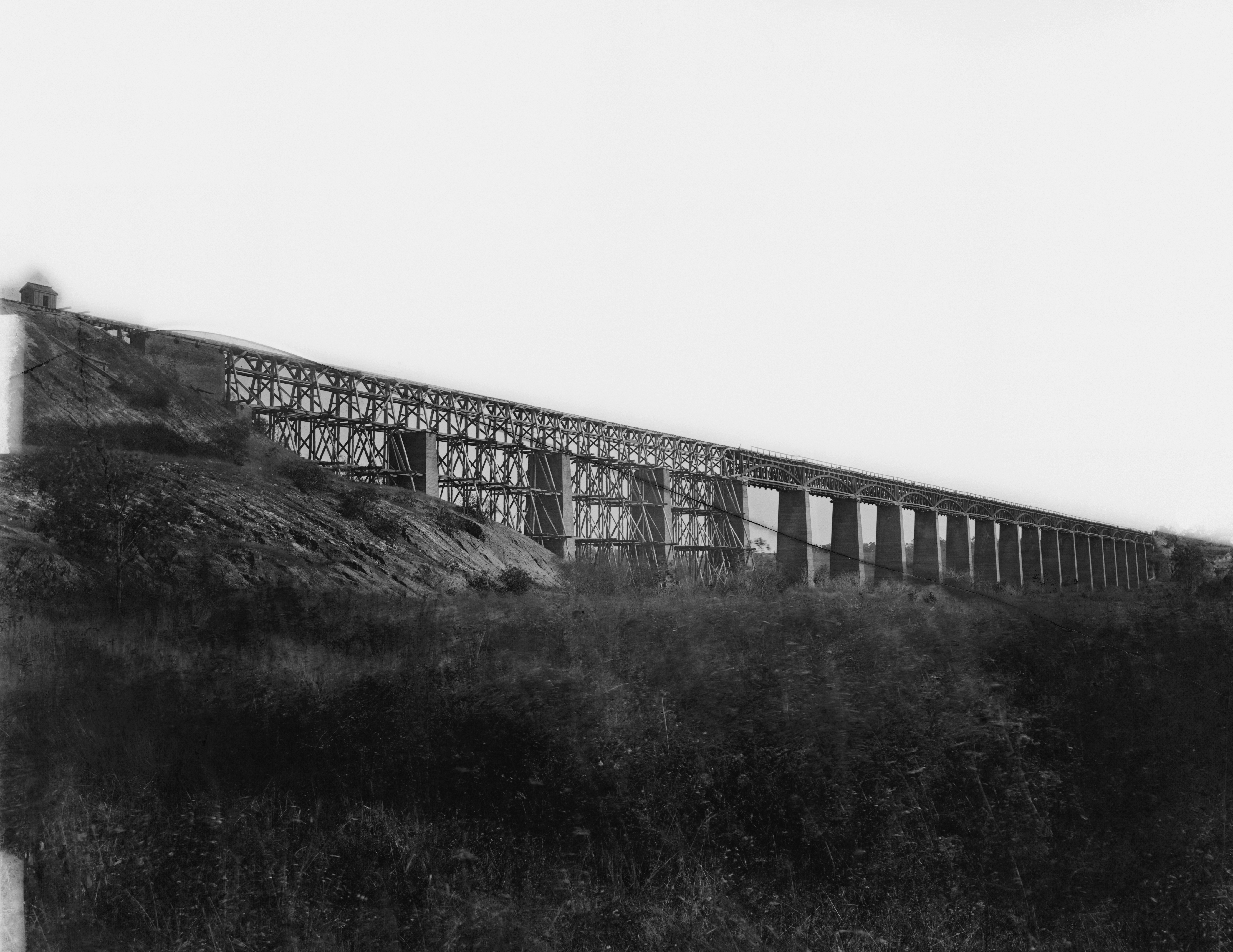
High Bridge

Bron High bridge var en av de viktigaste platserna under slutskedet av det amerikanska inbördeskriget. När General Lee flydda från Amelia courthouse gick han genom Farmville och var tvungen att ta sig över bron för att kunna fly. General Grant insåg detta och sände ut soldater för att förhindra detta för att få slut på kriget. Vid slaget vid High bridge, 6 april 1865, lyckades sydstatsarmen ta sig över bron och fly västerut. De misslyckades dock med att förstöra bron vilket gjorde att Grants arme kunde ta sig över och komma ifatt den utmattade sydstatsarmen vid Appomattox courthouse där de sista slagen stod innan General Lee slutligen kapitulerade den 9 april 1865.

### Medborgarrättsrörelsen
Under Medborgarrättsrörelsens turbulenta 50-tal stod Farmville i blickpunkten vid ett av de rättsfall som togs upp i Brown versus Board of Education of Topeka och som blev slutet för segregerade skolor i USA. Under de fem år som oroligheterna höll på stängdes alla skolor som inte var för vita. Detta ledde till att bland annat Martin Luther King kom till Farmville för att stödja studenternas rätt till undervisning.